# Leadenham
Leadenham est une paroisse civile et un village du Lincolnshire, en Angleterre.